# Frida Betrani
Frida Betrani (* 1965 in Beirut, Libanon) ist eine Schauspielerin.

## Leben und Karriere
Betrani graduierte von der American Academy of Dramatic Arts in New York City.
Betrani hatte Rollen in Fernsehserien wie zum Beispiel Stargate, Das Netz – Todesfalle Internet, MillenniuM oder Da Vinci’s Inquest. 1999 spielte sie im Katastrophenfilm Aftershock – Das große Beben – neben Sharon Lawrence, Jennifer Garner und Erika Eleniak – die Rolle der Linda. Im Filmdrama Prozac Nation (2001) spielte sie – neben Christina Ricci, Jason Biggs, Michelle Williams und Anne Heche – die Rolle der Julia. Ebenfalls 2001 spielte sie – neben Sabrina Grdevich und Joanna Going – die Rolle einer Tänzerin im Drama Lola. Im Fernsehfilm Deadly Visions (2004) spielte sie – neben Nicollette Sheridan und Sarah Deakins – die Rolle der Julie. Im Fernsehfilm School of Life – Lehrer mit Herz (2005) spielte sie – neben David Paymer und Ryan Reynolds – eine Nebenrolle. Im gleichen Jahr spielte sie – neben Christian Slater, Selma Blair und Angie Harmon – ebenfalls eine Nebenrolle im Krimi-Drama-Thriller The Deal. Auch im Comedy-Streifen Sisters & Brothers (2011) hatte sie – neben Amanda Crew und Camille Sullivan – eine Nebenrolle.

## Filmografie (Auswahl)
- 1992: Cafe Romeo
- 1997–1998: Dead Man’s Gun (Fernsehserie, 2 Episoden)
- 1997–2000: Stargate – Kommando SG-1 (Stargate SG-1, Fernsehserie, 3 Episoden)
- 1998: Dirty
- 1999: Das Netz – Todesfalle Internet (The Net, Fernsehserie, 1 Episode)
- 1999: Millennium – Fürchte deinen Nächsten wie Dich selbst (MillenniuM, Fernsehserie, 2 Episoden)
- 1999: Aftershock – Das große Beben (Aftershock: Earthquake in New York, Fernsehfilm)
- 2000: Da Vinci’s Inquest (Fernsehserie, 1 Episode)
- 2000: Secret Agent Man (Fernsehserie, 2 Episoden)
- 2000: Cold Squad (Fernsehserie, 1 Episode)
- 2001: Prozac Nation
- 2001: Lola
- 2002: Just Cause
- 2004: Deadly Visions (Fernsehfilm)
- 2004: Lucky Stars
- 2005: School of Life – Lehrer mit Herz (School of Life, Fernsehfilm)
- 2005: The Deal
- 2008: Crime
- 2011: Sisters & Brothers